# Крістіан Деберайнер
Крістіан Деберайнер (нім. Christian Döbereiner; нар. 2 квітня 1874, Вунзідель — пом. 14 січня 1961, Мюнхен) — німецький віолончеліст і гамбіст, а також клавесиніст і диригент. Один з основоположників музичного автентизму.
Син міського музиканта. Навчався в Мюнхенській музичній академії. 1905 року заснував у Мюнхені «Товариство старовинної музики» (нім. Vereinigung für alte Musik), яке розпочало свою діяльність концертом, в якому Деберайнер виконав сонату Карла Фрідріха Абеля на справжній віолі да гамба.
Надалі Деберайнер постійно виконував на віолі да гамба репертуар середини XVIII століття, солюючи в концертах Й. С. Баха, Вівальді Генделя Телемана та інших. Зібравши навколо себе групу виконавців, що грали на клавесині, віолах та інших старовинних інструментах, Деберайнер керував виконанням Бранденбурзьких концертів Баха в наближеному до автентичного складі (цілком весь цикл був виконаний за два вечори у вересні 1924 року). Часто Деберайнер грав також у складі Тріо старовинної музики разом з Антоном Хубером на (альт) і Лі Штадельманом (клавесин).
Деберайнеру належить керівництво з гри на віолі гамба (1936). Він також підготував видання багатьох композиторів XVIII століття, в тому числі Баха, Телемана Букстехуде, Маре, Яна Стаміц, Й. Гайдна та інших.